# کیران جتوا
کیران جتوا (انگلیسی: Kiran Jethwa؛ زادهٔ ۲۲ اوت ۱۹۷۶) رستوران‌دار و مجری تلویزیون است.
از برنامه‌های تلویزیونی که وی در آن‌ها نقش داشته‌است، می‌توان به دنیای ناشناختهٔ خوراکی‌ها اشاره نمود.